# Azzeddine Toufiqui
Azzeddine Toufiqui (Caen, 25 april 1999), is een Frans-Marokkaans voetballer die bij voorkeur als aanvallende middenvelder speelt. In de zomer van 2021 verliet hij SM Caen voor FC Emmen.

## Clubcarrière

### SM Caen
Toufiqui begon in 2005 op zijn zesde met voetballen bij SM Caen. Na tien jaar bij Caen stapte hij in 2015 als zestienjarige over naar de jeugdopleiding van Paris Saint Germain, waar hij bij de elftallen onder 17, onder 19 en het B-elftal speelde. Op 31 augustus 2019 keerde hij terug bij Caen, maar nu bij het eerste team. Daar maakte hij op 13 september tegen Troyes AC zijn debuut in de Ligue 2. Uitendelijk speelde hij in twee seizoenen zes keer voor Caen.

### FC Emmen
In de zomer van 2021 tekende hij een contract voor één seizoen bij FC Emmen, dat net gedegradeerd was naar de Eerste Divisie. Op 6 augustus maakte hij tegen Telstar (1-1) als rechtsbuiten zijn debuut voor Emmen. Op 10 september maakte hij zijn eerste doelpunt voor Emmen, in de 7-1 overwinning op MVV Maastricht. Dat seizoen werd Emmen kampioen van de Eerste Divisie en Toufiqui had daar met drie goals en vier assists in 31 wedstrijden een mooi aandeel in.

## Clubstatistieken
| Seizoen | Club     | Competitie     | Competitie | Competitie | Beker | Beker | Internationaal | Internationaal | Totaal | Totaal |
| Seizoen | Club     | Competitie     | Wed.       | Dlp.       | Wed.  | Dlp.  | Wed.           | Dlp.           | Wed.   | Dlp.   |
| ------- | -------- | -------------- | ---------- | ---------- | ----- | ----- | -------------- | -------------- | ------ | ------ |
| 2019/20 | SM Caen  | Ligue 2        | 2          | 0          | 1     | 0     | —              | —              | 3      | 0      |
| 2020/21 | SM Caen  | Ligue 2        | 3          | 0          | 0     | 0     | —              | —              | 3      | 0      |
| 2021/22 | FC Emmen | Eerste Divisie | 31         | 3          | 1     | 0     | —              | —              | 32     | 3      |
| 2022/23 | FC Emmen | Eredivisie     | 3          | 0          | 1     | 1     | —              | —              | 4      | 1      |
| Totaal  | Totaal   | Totaal         | 39         | 3          | 3     | 1     | 0              | 0              | 42     | 4      |

Bijgewerkt op 3 januari 2023.